# CIAC (entreprise)
la CIAC (Corporación de la Industria Aeronáutica Colombiana, en français : « Corporation de l'Industrie Aéronautique Colombienne ») est une entreprise publique colombienne. Cette entreprise s'occupe de la réparation, de la maintenance et de la fabrication des aéronefs de la Force aérienne colombienne. Elle fabrique le T-90 Calima et des pièces d'Embraer KC-390,. Elle siège à Bogota.

## Histoire
La CIAC a été fondée à la suite de la directive législative 1 064 du 9 mai 1956 avec le but de réparer, et d'effectuer la maintenance des avions. Cette entreprise a été liée au Ministère de la Défense nationale en 1966. En 1971 la CIAC est sous le contrôle de l'Etat.
Le 28 juin 2006 arrive la convention inter-administrative des associations (PEGASO) avec le ministère de la défense, la force aérienne colombienne, la société de maintenance des aéronefs de l'armée (CAMAN) et la CIAC. Le sommet PEGASO propose d'optimiser la gestion de l'aviation militaire, d'augmenter les capacités de réparation des composants et accélérer l'innovation de l'industrie aéronautique colombienne.
En 2008 des accords scientifiques et industriels sont créés avec Indumil afin de développer des matériaux composites et des drones.
Le 29 mars 2009 la CIAC signe l'accord d'alliance stratégique avec Lancair (en) pour la fabrication d'une usine et l'assemblage de 25 T-90 Calima basé sur le Lancair Legacy (en) pour la force aérienne colombienne.
En 2013, CIAC réalisait la modernisation des Embraer EMB 312 T-27 de la force aérienne colombienne, en changeant l'avionique analogique pour une avionique à écran digitale et le train d'atterrissage.